# 데솔레이트
데솔레이트(Desolate)는 미국에서 제작된 프레데릭 시폴레티 감독의 2018년 액션, 드라마 영화이다. 윌 브리테인 등이 주연으로 출연하였다.

## 출연

### 주연
- 윌 브리테인
- 칼란 멀베이
- 타이슨 리터
- 빌 탠그레디
- 조나단 로젠탈